# Unsere Liebe Frau und St. Franziskus (Burgwalden)

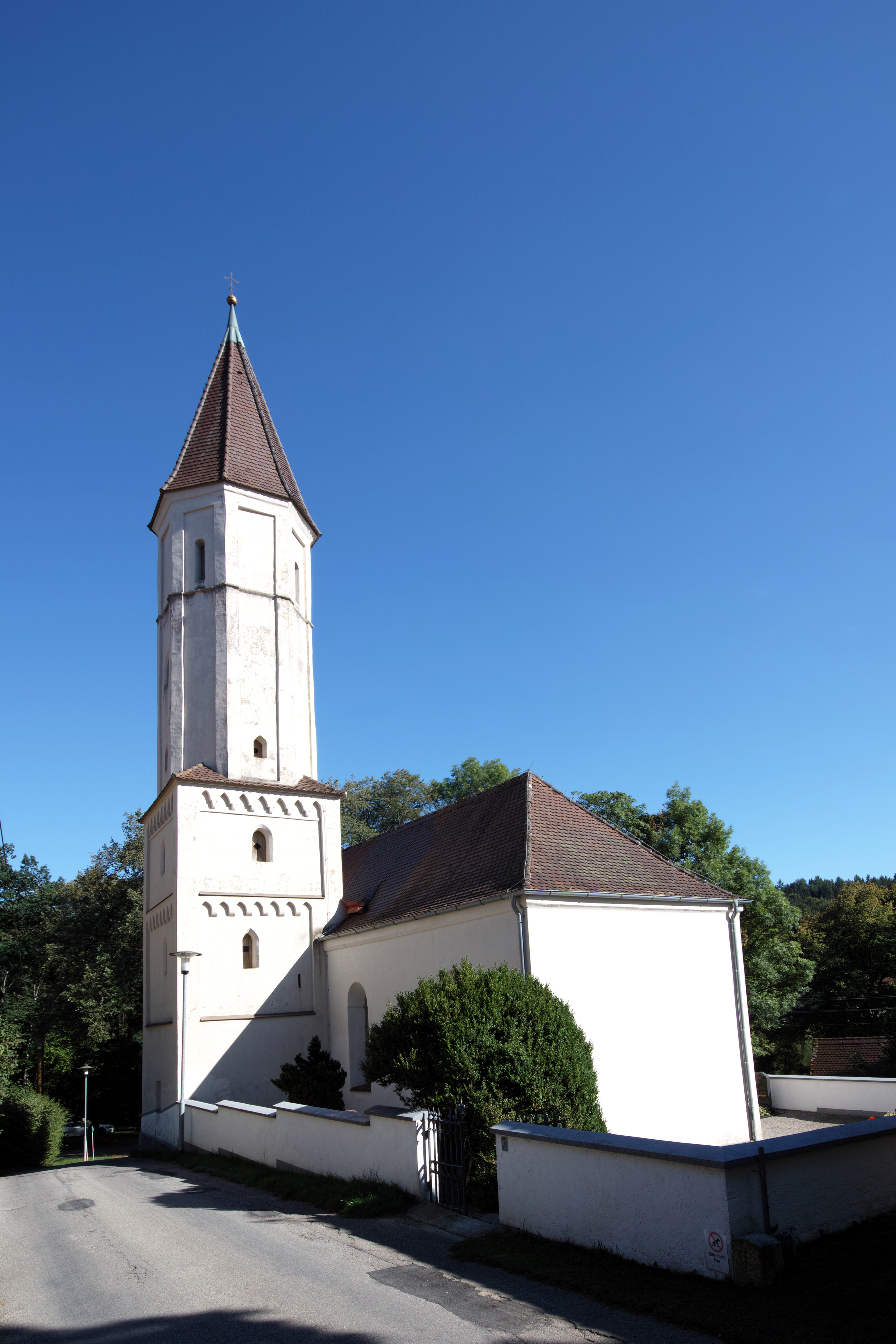
Unsere Liebe Frau und St. Franziskus in Burgwalden

Die römisch-katholische Filialkirche  Unsere Liebe Frau und St. Franziskus steht in Burgwalden, einem Ortsteil der Stadt Bobingen im schwäbischen Landkreis Augsburg in Bayern. Das Bauwerk ist  in der Liste der Baudenkmäler in Bobingen als Baudenkmal unter der Nr. D-7-72-125-17 eingetragen.

## Beschreibung
Die Kirche wurde 1513 durch ein Familienmitglied der Höchstätter erbaut und dem heiligen Vitus geweiht. Nachdem Graf Hieronymus von Fugger-Wellenburg 1628 die Herrschaft über den Ort übernommen hatte, wurde die Kirche neu geweiht. Die Saalkirche besteht aus einem Langhaus, dessen Wände um 1400 errichtet wurden, einem eingezogenen, dreiseitig geschlossenen Chor im Osten und einem Chorflankenturm auf quadratischem Grundriss an der Nordwand, dessen untere Geschosse von 1400 stammen und der 1513 mit einem hohen achteckigen Geschoss aufgestockt und mit einem spitzen Helm bedeckt wurde. 
Der Innenraum des Langhauses ist mit einer Flachdecke überspannt, der des Chors mit einem Stichkappengewölbe, in dem sich Porträts der Apostel befinden, die Giovanni Battista Piazzetta gemalt hat. 